# نيكولاس فرنانديز (لاعب كرة قدم أرجنتيني)
نيكولاس فرنانديز (بالإسبانية: Nicolás Fernández Mercau) هو لاعب كرة قدم أرجنتيني، ولد في 11 يناير 2000.